# Lillsjön (Näsby socken, Västmanland, 659212-147358)
Lillsjön var en sjö, nu våtmark, i Lindesbergs kommun i Västmanland som ingår i Norrströms huvudavrinningsområde.